# Фам Бинь Минь
Фан Бинь Минь (род. 26 марта 1959, Vụ Bản, ДРВ) — вьетнамский политический и государственный деятель. Министр иностранных дел с 2011 года, заместитель премьер-министра с 2013 года, член политбюро Коммунистической партии Вьетнама с 2016 года.

## Карьера
Начал дипломатическую карьеру в 1981 году, с 1982—1985 г. работал в посольстве Вьетнама в Лондоне. С 1991—1999 г. Фам Бинь Минь был назначен заместителем начальника отдела международных организаций министерства иностранных дел, перешел на должность начальника отдела в 2003 году. В 2006 году он стал заместителем министра иностранных дел Вьетнама, в 2011 году министром.

## Личная жизнь
Фам Бинь Минь женат и имеет двух детей. Он свободно владеет английским языком.